# Asphodèle
Asphodelus
Pour les articles homonymes, voir Asphodèle.
Genre
Classification phylogénétique
Les asphodèles  sont des plantes vivaces monocotylédones qui appartiennent à la famille des Liliacées selon la classification classique de Cronquist (1981) et forment le genre Asphodelus. La plupart des espèces poussent autour du bassin méditerranéen et ont une prédilection pour les sols calcaires. À noter cependant une espèce alpine, A. albus, et sa sous-espèce A. delphinensis que l'on trouve aussi dans les Cévennes et les Pyrénées, ainsi qu'une espèce poussant à la fois en Bretagne et en Galice, A. arrondeaui ou asphodèle d'Arrondeau.
Dans l'Antiquité, l'asphodèle, appelé encore aujourd'hui poireau du diable, était souvent utilisé pour fleurir la tombe des morts, d'où la légende du Pré de l'Asphodèle, lieu des Enfers dans la mythologie grecque.

## Étymologie
Son étymologie, inexplicable en grec, laisse supposer que son nom, άσφοδελός, qui est un adjectif oxyton substantivé en proparoxyton selon une règle grammaticale d'alternance des accents typiques des langues indo-européennes, a une origine égéenne, c'est-à-dire dans une langue non indo-européenne dont le mystérieux linéaire A serait l'écriture.
Asphodèle est un doublet savant de l'ancien français affodil, lui-même issu du bas latin affodilus et passé par l'anglo-normand dans l'anglais moderne sous la forme daffodil, c'est-à-dire fleur d'affodil. Fleurs d'asphodèle, ou Pauvres filles de Sainte Claire, ne désigne cependant pas l'asphodèle mais le narcisse.

## Histoire
Plante dont les tiges, assemblées en gerbes, et les racines, comparées à des testicules, étaient consommées avec ses graines grillées en un plat raffiné qu'accommodent les figues, l'asphodèle a joué depuis l'Antiquité, peut-être parce que le bétail pâturant la néglige et qu'elle ne dégage pas de parfum, un rôle notoire dans la cuisine, la médecine, la magie, la mythologie, la poésie.

## Description

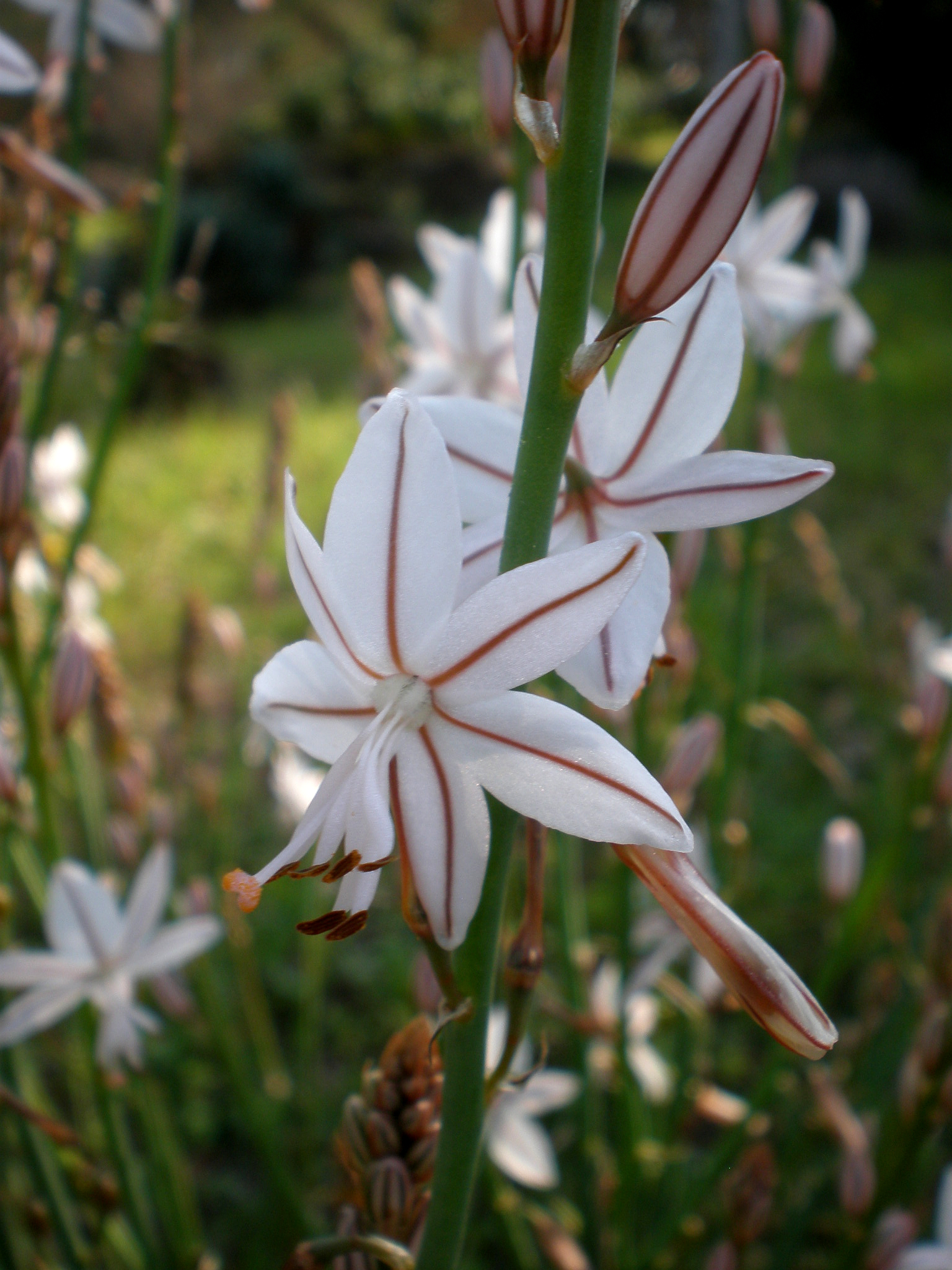
La fleur de l'asphodèle avec ses six tépales blancs rayés et six longues étamines.

Le feuillage des asphodèles se présente sous la forme d'une rosette de feuilles étroites et linéaires, à extrémité pointue. De cette rosette émerge une tige nue portant une hampe florale plus ou moins ramifiée selon les espèces.
Les fleurs sont groupées en grappes fleurissant du bas vers le haut. On trouve sur la même grappe les fruits en bas, les fleurs épanouies au centre et les « boutons » en haut. Les fleurs sont formées de six tépales, soit trois sépales et trois pétales ayant la même forme et la même couleur. Elles sont en général blanches, chaque tépale portant une strie centrale rose ou brune. Les six longues étamines, à filet blanc, portent des anthères orange ou brunes. Contrairement à ce que laisse entendre l'alexandrin de Booz endormi (la légende des siècles Victor Hugo), la fleur d'asphodèle ne dégage aucune odeur...Des frais parfums sortaient des touffes d'asphodèle...
Les fruits sont des capsules rondes, vertes ou brun-orange, qui ressemblent à des petites cerises.
La racine, tubéreuse, est comestible.

## Classification
La classification phylogénétique place ce genre dans la famille des Asphodelaceae, classification qui était déjà celle de Jussieu, et dans l'ordre des Asparagales. La classification phylogénétique APG II (2003) propose, de façon optionnelle, de l'inclure dans la famille des Xanthorrhoeaceae, la classification phylogénétique APG III (2009) confirme ce choix. En classification phylogénétique APG IV (2016), la famille des Asphodelaceae se substitue à la famille des Xanthorrhoeaceae.
Certaines variétés régionales sont parfois considérées comme des espèces mais la classification n'est pas fixée.

Planches botaniques
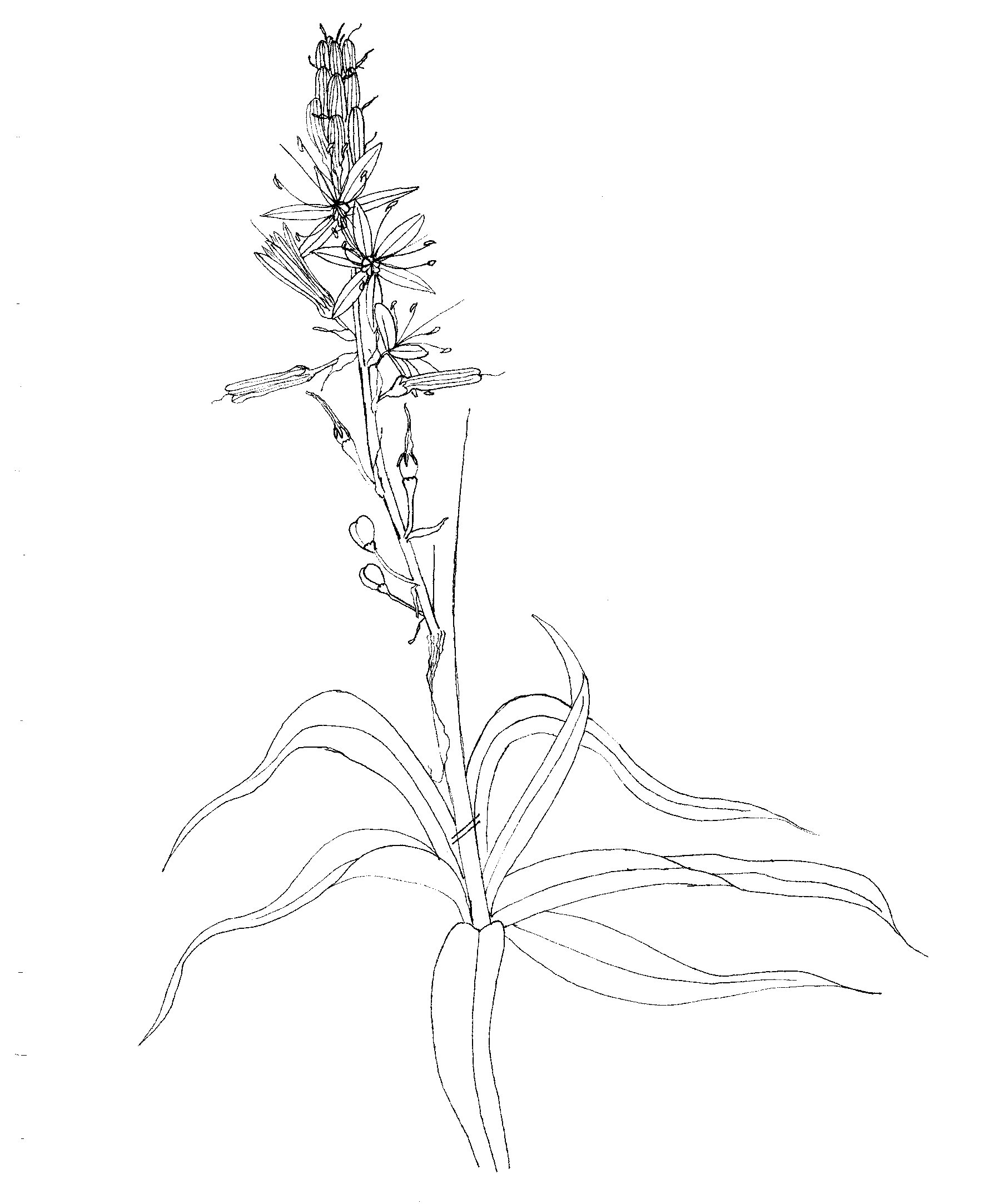
Asphodelus aestivus.
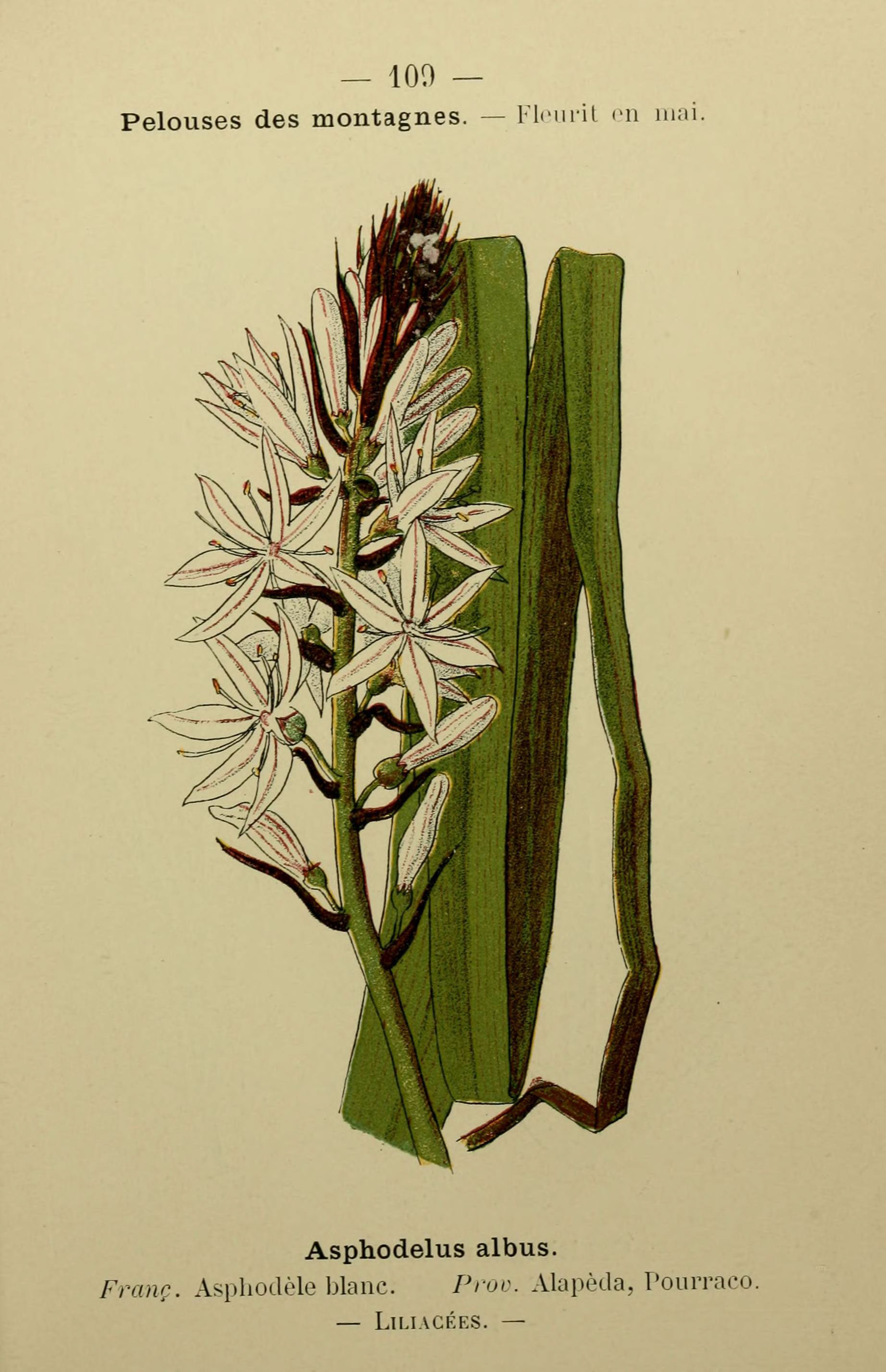
Asphodelus albus en mai.
Asphodelus ramosus.
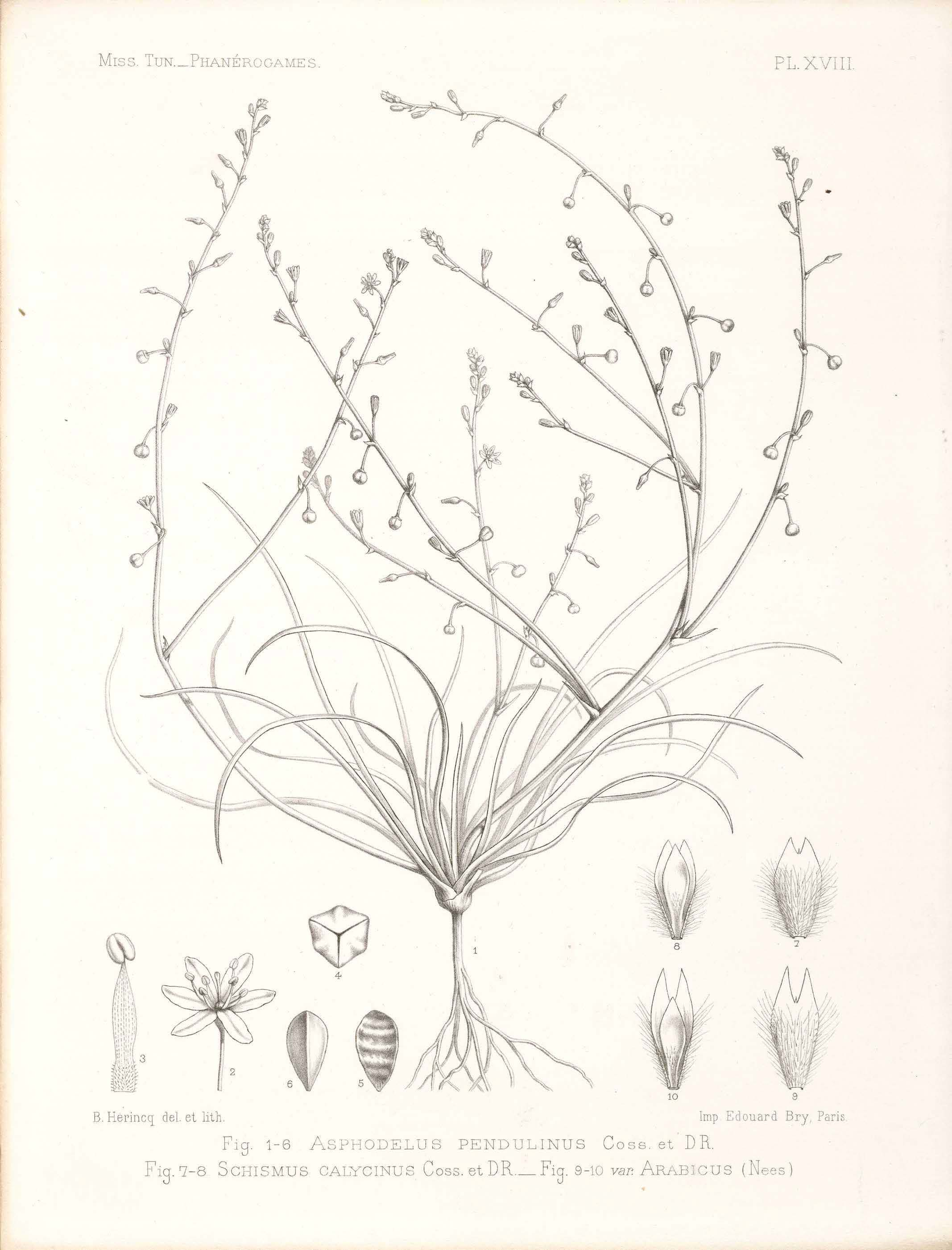
Asphodelus refractus.

## Principales espèces
- Asphodelus albus : asphodèle blanc. Synonymes, sous-espèces ou espèces voisines : A. delphinensis, A. macrocarpus, A. sphaerocarpus. Hampe florale non ramifiée, fleurs en grappe très serrée.
- Asphodelus arrondeaui : asphodèle d'Arrondeau. Considéré généralement comme une sous-espèce de A. albus ou de A. macrocarpus, s'en distingue surtout par sa répartition géographique (Bretagne, nord-ouest de l'Espagne).
- Asphodelus cerasiferus : asphodèle-cerise. Espèce méditerranéenne. Hampe florale faiblement ramifiée. Caractéristique par ses fruits globuleux, plus gros que dans les autres espèces. Fleurs nombreuses mais moins serrées que celles de l'asphodèle blanc.
- Asphodelus fistulosus : asphodèle fistuleux. Espèce méditerranéenne. Tige étroite et creuse (les autres espèces ont une tige pleine). Les fleurs sont très espacées, formant une grappe lâche. Fruits brun-rouge très gros par rapport à la tige.
- Asphodelus ramosus : asphodèle ramifié. Espèce méditerranéenne. Souvent considéré comme synonyme de A. cerasiferus, il s'en distingue par une hampe florale plus ramifiée à la base et par des fruits plus petits.
- Asphodelus macrocarpus

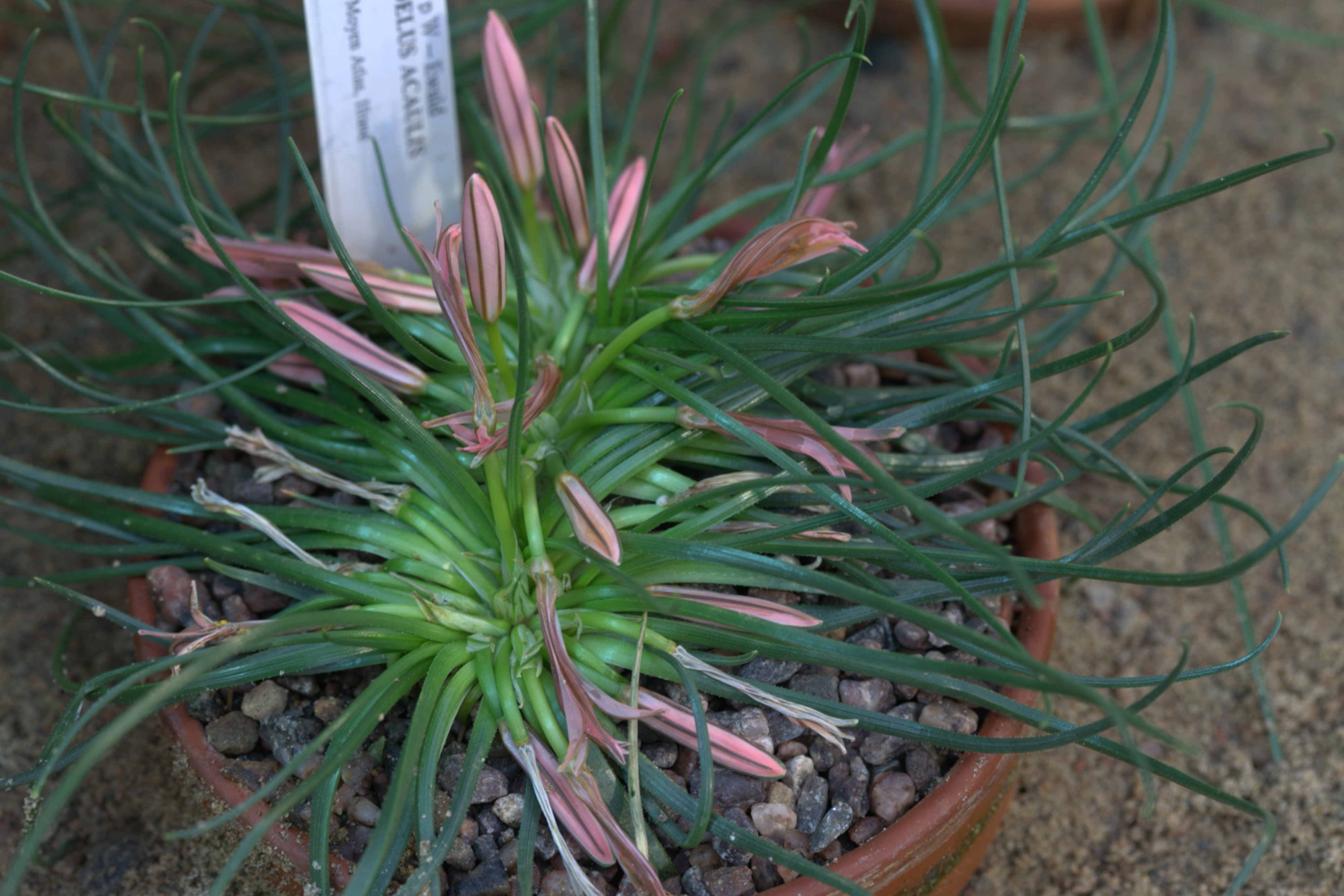
Asphodelus acaulis
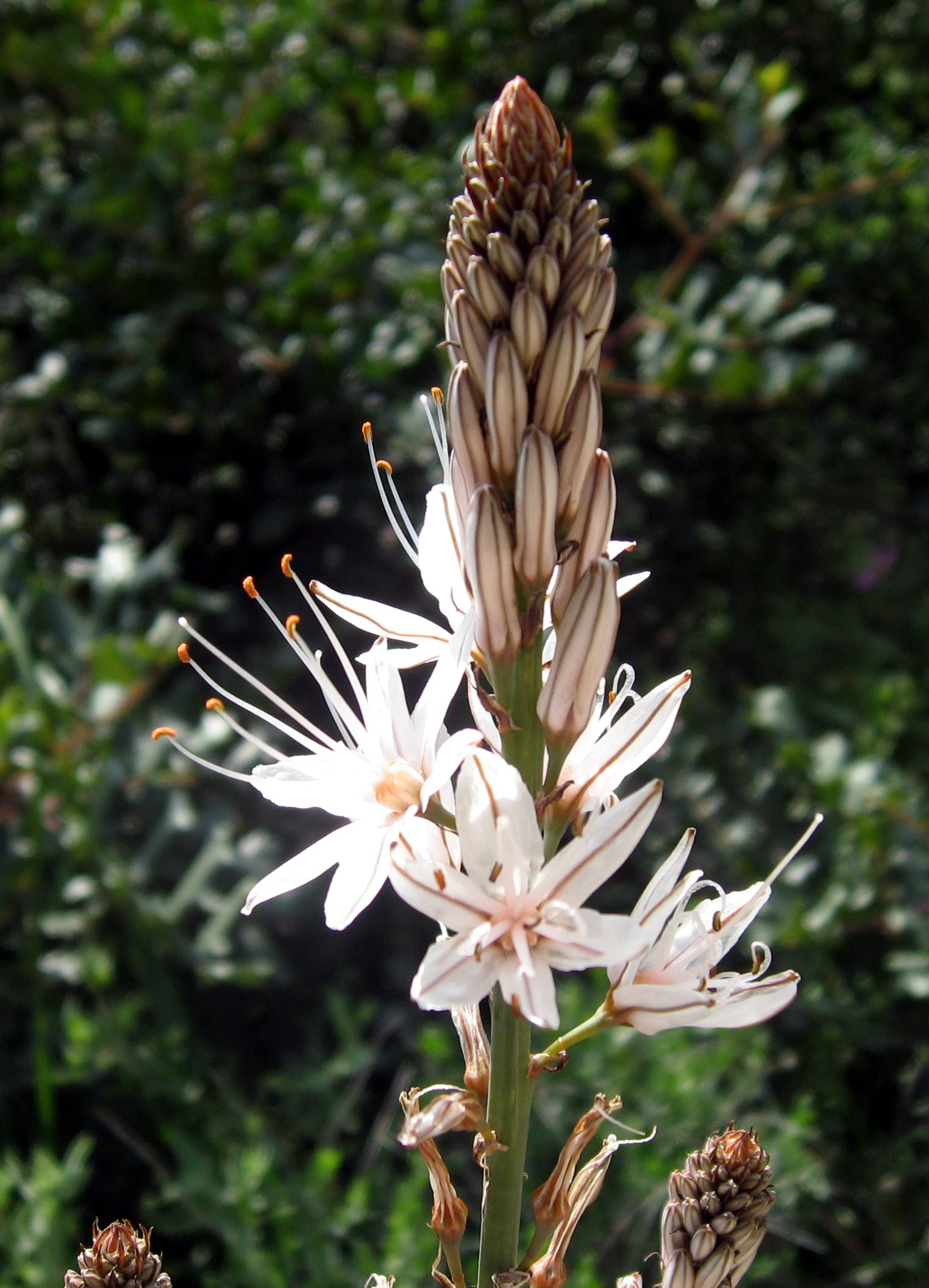
Asphodelus aestivus
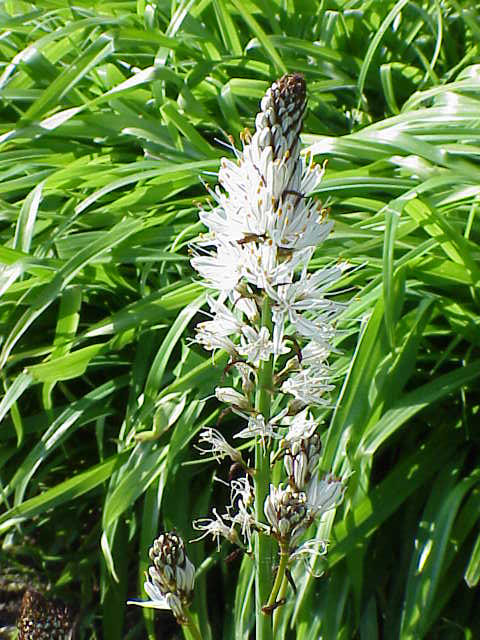
Asphodelus albus
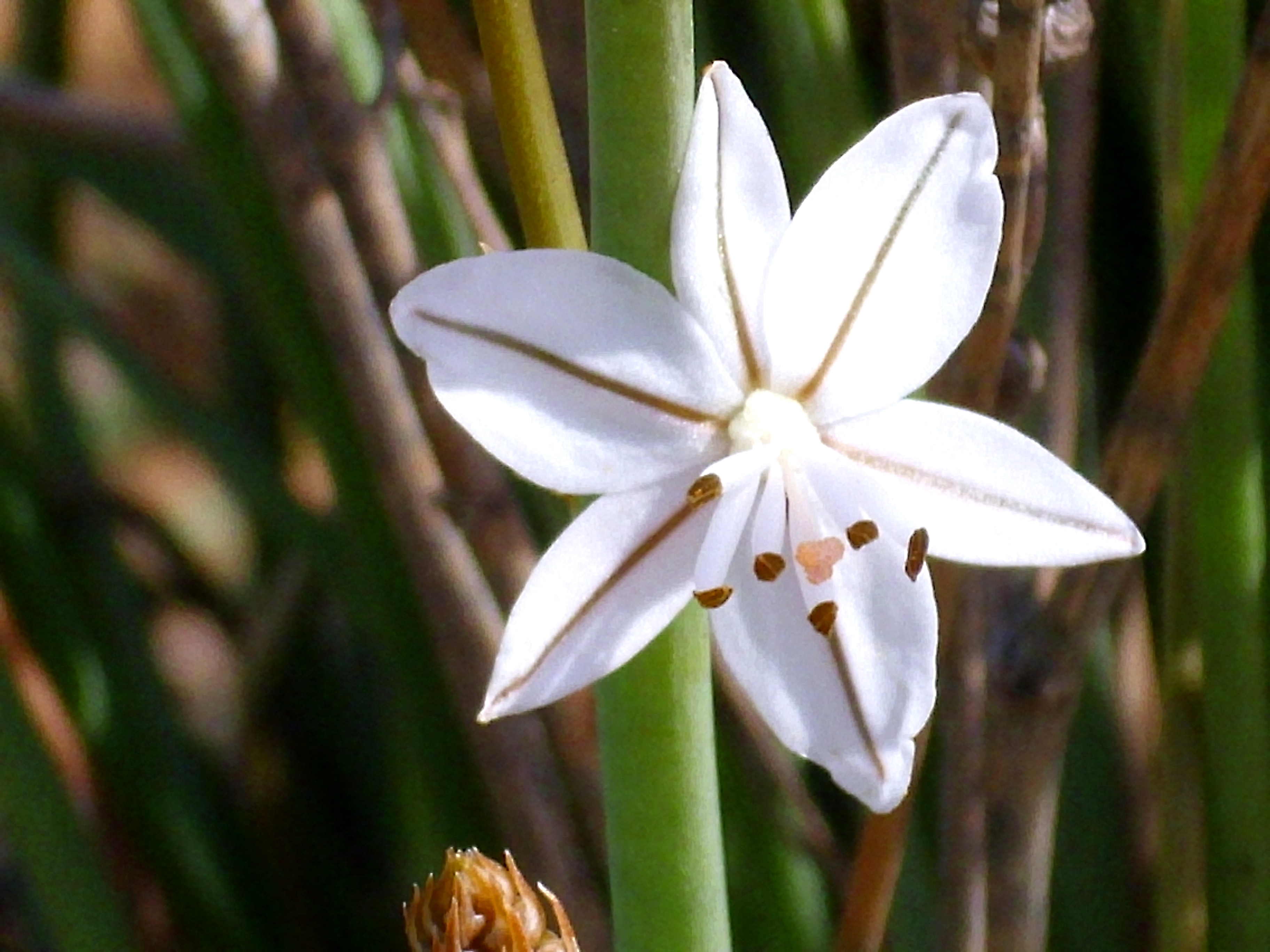
Asphodelus ayardii
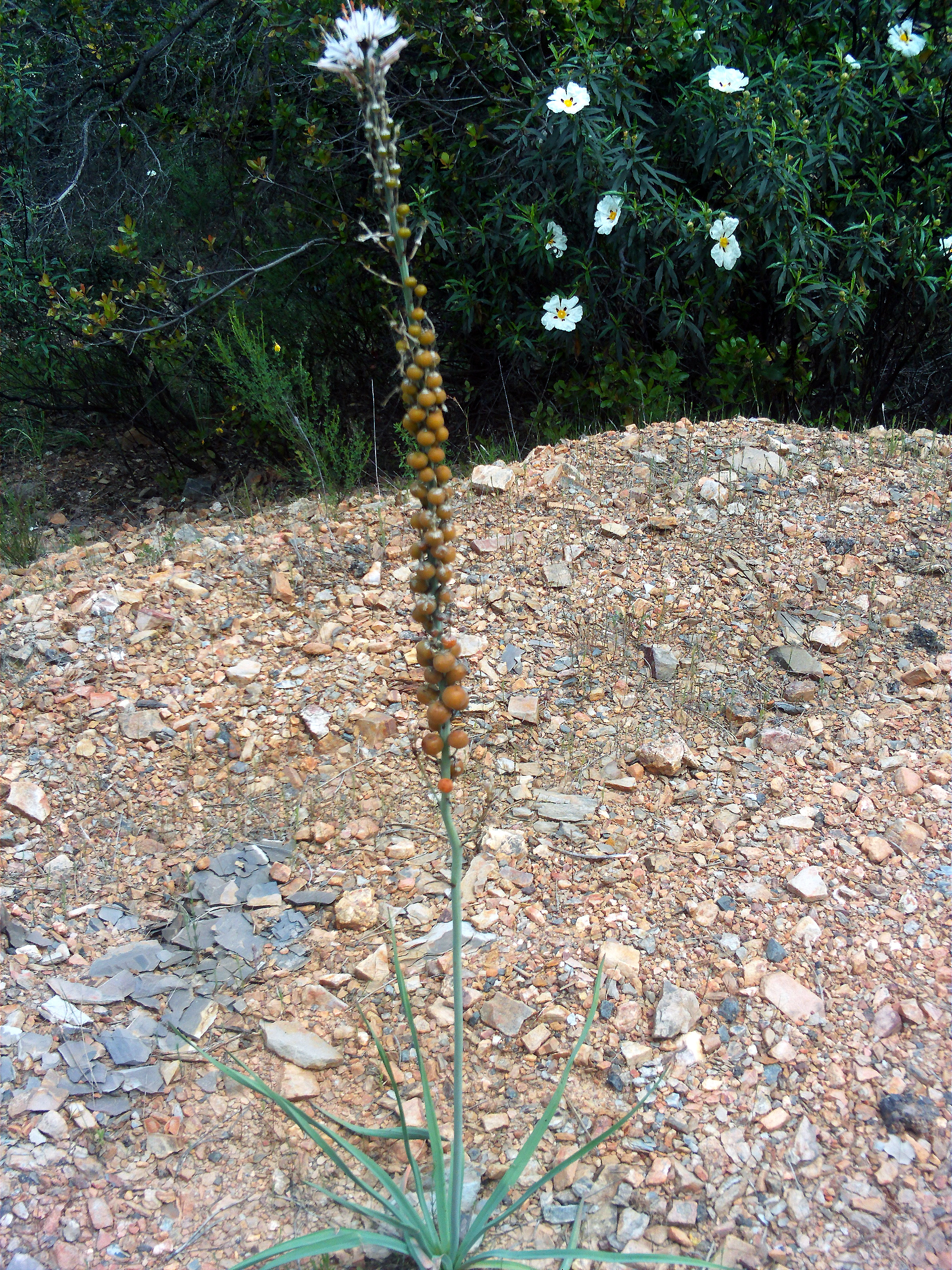
Asphodelus cerasiferus
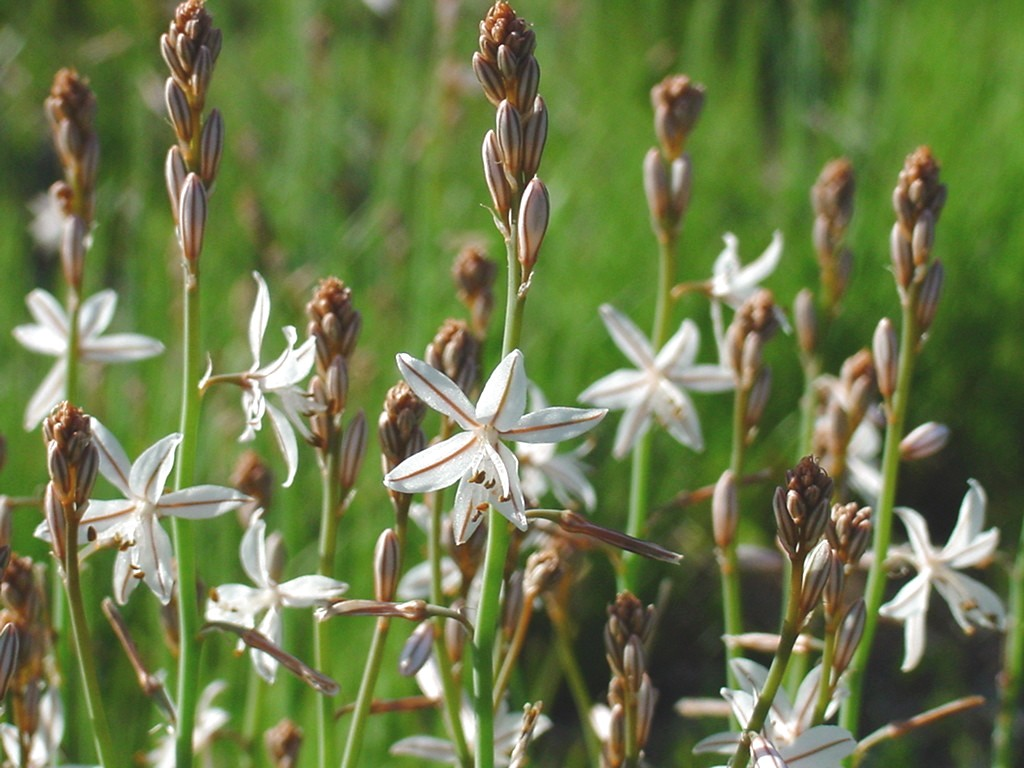
Asphodelus fistulosus
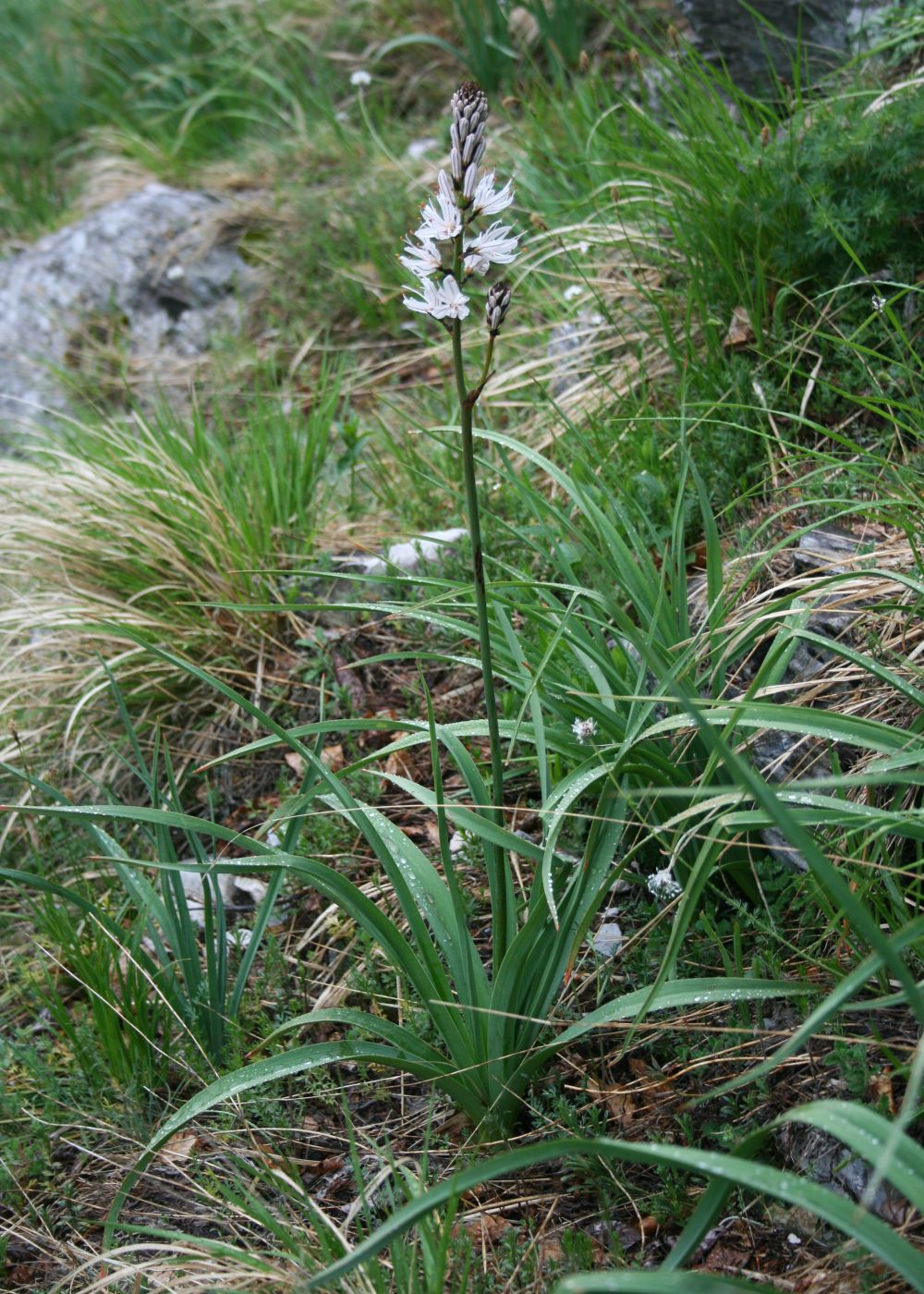
Asphodelus macrocarpus
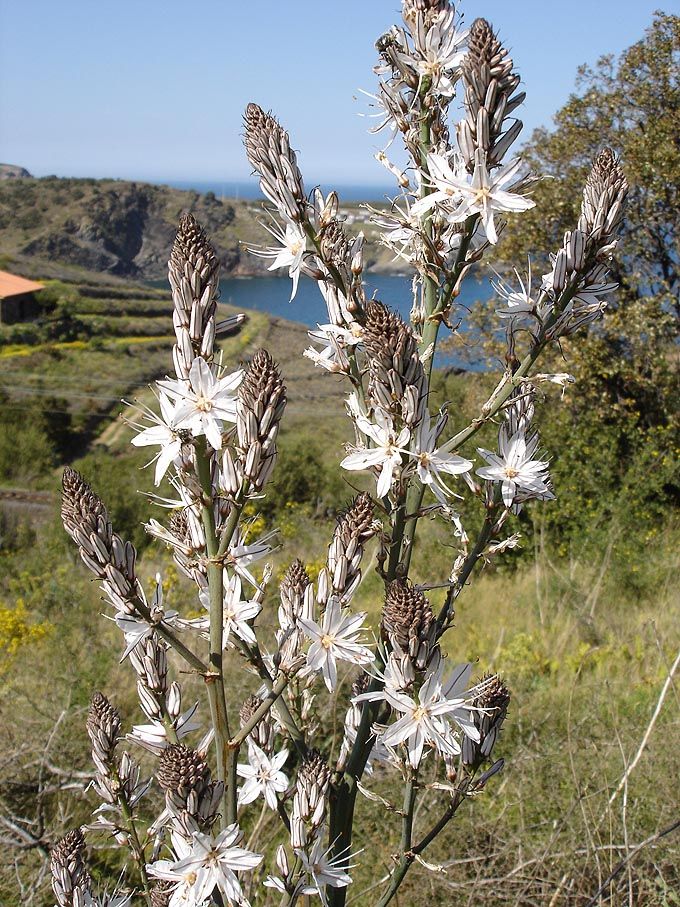
Asphodelus ramosus
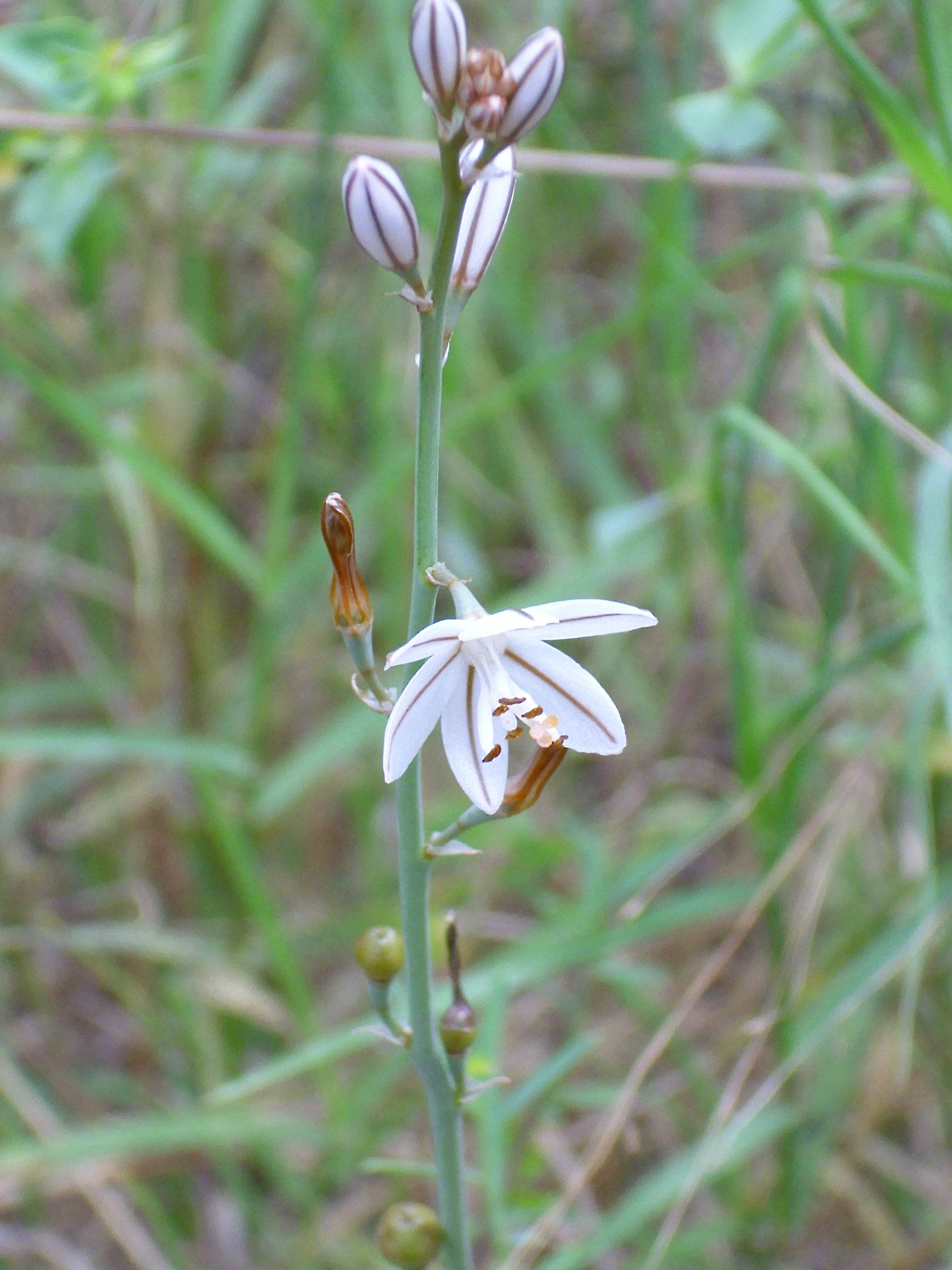
Asphodelus tenuifolius

## Protection

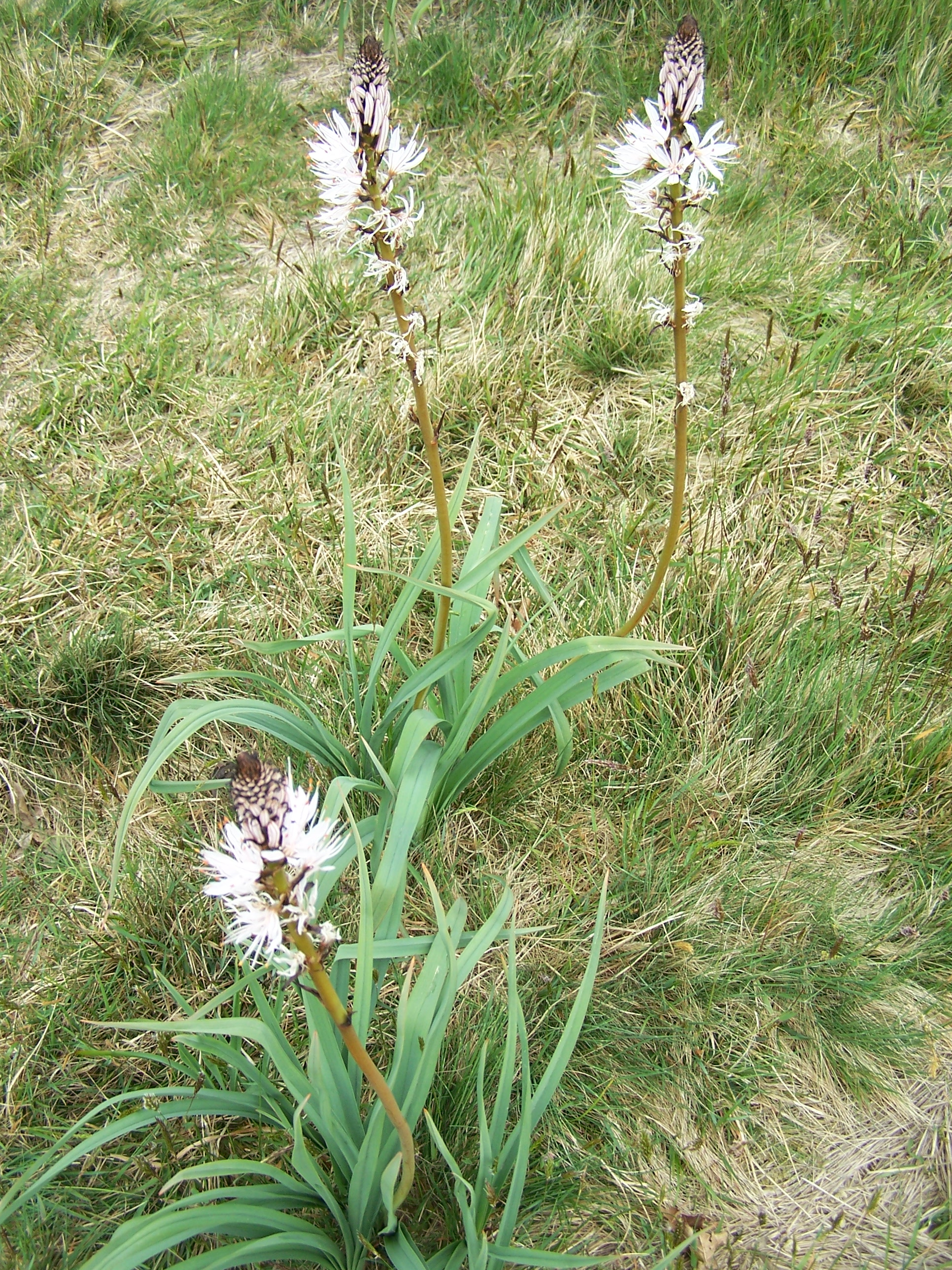
Asphodèle d'Arrondeau, dit bâton blanc.

En France, seul le bâton blanc, Asphodelus arrondeaui, est une espèce protégée. Elle a été découverte en 1862 par un botaniste Vannetais.

## Utilisations

### Tubercules
Selon l'ethnobotaniste François Couplan, bruns, les tubercules sont cassants, jaunes et juteux à l'intérieur. Ceux de l'Asphodelus albus et de l' Asphodelus ramosus étaient consommés, au moins depuis l'antiquité gréco-romaine, cuits sous la cendre. Cette pratique existait encore dans le Dauphiné en France au XVIIIe siècle. On les préfère jeunes : ils cuisent alors plus vite et n'ont pas la texture collante, ni le goût désagréable des parties plus âgées, qui persiste même après des cuissons successives dans plusieurs eaux. Ces tubercules ont autrefois servi à produire de la fécule, et aussi de la colle pour la cordonnerie et la reliure. Des rhizomes d'Asphodèles étaient consommés durant les disettes qui ont accompagné la Première Guerre mondiale (en Grèce par exemple), ou encore, plus récemment, en Bosnie (en bouillies et galettes). Les tubercules d'Asphodelus fistulosus étaient également consommés dans certains pays asiatiques.
Les tubercules sont riches en amidon et en glucides. Ils sont connus en tant qu'aliment tout autour de la Méditerranée.En France, ils ont plus d'une fois servi aux XVIIIe siècle,pendant les disettes du Petit Age Glaciaire; à faire un pain de survie, certainement assez amer, au printemps lorsque les réserves de blé ou d'orge étaient insuffisantes, pour faire la soudure avec la récolte suivante. Ainsi, peut-on encore lire en 1885 dans le dictionnaire d'agriculture de Rozier: "La racine de cette plante, bouillie, écrasée et lavée à plusieurs fois dans l'eau, pour lui enlever son âcreté naturelle, est employée à faire du pain qu'on dit passablement bon, lorsque cette fécule a été mélangée avec de la farine de blé ou d'orge, et salée." 

Il y a beaucoup d'indications médicinales pendant l'Antiquité. Les racine furent utilisées contre les plaies, les inflammations, les brulures et comme antidote des morsures de serpent.

### Feuilles
En Calabre, les grandes feuilles sont utilisées pour emballer les fromages,.
Les pousses (jeunes) de l'Asphodèle blanc étaient également consommées. Une fois cuites à l'eau, pour atténuer leur amertume, elles sont alors tendres et sucrées. En Italie du sud, on les prépare comme des asperges. Pouvant être légèrement toxiques, elles sont donc à consommer avec modération.

### Fruits
Crus ou cuits, les fruits sont également comestibles. Leur goût est proche de celui des petits pois, en plus sucré.

### Graines
Les graines ont eu un usage condimentaire, à la manière des graines de pavots ou de coquelicot qui ont un goût proche.
Les graines sont également comestibles, réduites en farine, ou bien bouillies.

## Langage des fleurs
Dans le langage des fleurs, l'asphodèle symbolise un amour perdu.

## Dans la culture
L'asphodèle est, dans la mythologie grecque, un emblème de Dionysos.

### Littérature

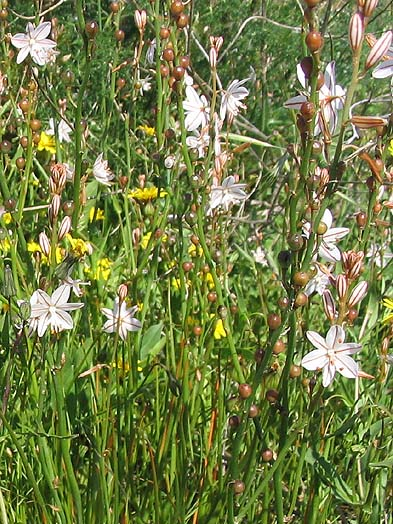
Asphodelus fistulosus.

- Dans le premier volet filmé des aventures de Harry Potter à Poudlard, Rogue, le professeur de potions, demande à son élève : "Potter ! Qu'est-ce que j'obtiens quand j'ajoute de la racine d'asphodèle en poudre à une infusion d'armoise ?". Harry l'ignore, la bonne réponse est "un philtre de Mort Vivante".
- Le Champ de l'Asphodèle désigne une région des Enfers grecs.
- Asphodèle est un poème écrit en 1954 par William Carlos Williams.
- Mes bouquets d'asphodèles (1969) est le titre d'une chanson de Marie Laforêt.
- Un Asphodèle est un poème d'Allen Ginsberg, vraisemblablement inspiré de l'œuvre homonyme de William Carlos Williams (1954).
- Asphodèle est une série de bande dessinée.
- "J'avais enseveli mon amour sous un lit d'asphodèles", Oscar Wilde, Le Portrait de Dorian Gray, Gallimard, Folio Classique, 1992.
- "Un frais parfum sortait des touffes d’asphodèle", Booz endormi, poème de Victor Hugo.

### Toponymie
La commune de Berrouaghia en Algérie, alias « le village des Asphodeles », tient son nom du mot arabe « Al Berrouagh » désignant l'Asphodèle, qui est lui-même une arabisation du mot amazigh «Avarwaq». Il y aurait eu, en effet, au fond de la vallée de Berrouaghia, une fontaine entourée de champs d'asphodèles.